# Bruno Conca
Bruno Conca (Catanzaro, 10 settembre 1964) è un allenatore di calcio ed ex calciatore italiano, di ruolo centrocampista.

## Caratteristiche tecniche
Giocava come mediano davanti alla difesa, o come regista arretrato.

## Carriera

### Giocatore
È cresciuto nel Catanzaro, con cui ha debuttato in Serie A nella stagione 1982-1983, nella sconfitta interna contro il Pisa del 27 marzo 1983. In seguito ha militato in Serie C2 con il Carbonia per cinque stagioni, culminate con la retrocessione del 1988 dopo lo spareggio di Terni contro il Pontedera; in quella occasione Conca realizzò tutte le reti dei sardi, battuti 4-3 dopo i tempi supplementari. Ha giocato poi una stagione nella Pro Vercelli e, dopo un campionato positivo, è stato ceduto al Pavia per 200 milioni di lire e il cartellino di Daniele Barbui, a causa delle difficoltà economiche del club piemontese.
Nella stagione 1990-1991 ha disputato 34 partite in Serie B con la Triestina, poi retrocessa. Rimase coi giuliani altre tre stagioni in Serie C1, prima di tornare a calcare i campi della Serie B con la maglia della Salernitana, dove disputò la stagione 1994-1995 da rincalzo. In seguito militò nell'Atletico Catania e l'anno dopo nella Fermana, sempre in Serie C1, dove conquistò la salvezza ai play-out contro il Trapani, realizzando la rete decisiva su calcio di rigore nella partita di ritorno. All'inizio della stagione successiva la Fermana lo cedette al Ravenna, con cui ha giocato un ultimo anno nel campionato cadetto.
Nel 1998 scese in Serie C2 con il Fiorenzuola, dove ritrovò diversi ex compagni della Fermana. Titolare nella prima stagione, venne impiegato con minore continuità nel campionato 1999-2000, anche a causa di diversi infortuni; dal marzo del 2000 subentrò a Bruno Nobili come allenatore-giocatore e al termine della stagione concluse la carriera da calciatore.

### Allenatore
A partire dal 2003 si è legato a Massimo Ficcadenti, ricoprendo la carica di vice allenatore alla Pistoiese, all'Hellas Verona, alla Reggina e al Piacenza.
Con l'approdo di Ficcadenti al Cesena, ne divenne l'allenatore in seconda nella stagione 2010-2011. La stagione seguente venne ingaggiato sempre come vice tecnico dal Cagliari, ancora in massima serie.
All'inizio del 2014 ha seguito Ficcadenti nell'esperienza in Giappone, prima con il Tokyo e poi col Sagan Tosu.

## Palmarès

### Club

#### Competizioni nazionali
- Coppa Italia Serie C: 1

Triestina: 1993-1994